# Casa la Siscana
La casa la Siscana és un edifici d'Horta de Sant Joan (Terra Alta) inclòs a l'Inventari del Patrimoni Arquitectònic de Catalunya.

## Descripció
És una construcció de planta gairebé rectangular i situada entre mitgeres. Consta de planta baixa, dos pisos i golfa, amb accés al carrer Picasso. La porta d'entrada és d'arc rebaixat, tot i que encara conserva restes d'un arc més alt adovellat. Entre tots dos arcs hi ha un plafó esculpit, de factura actual, on s'hi representa sant Jordi salvant la princesa i matant el drac, sobre les quatre barres de la bandera catalana. A la planta baixa, a més de la porta hi ha una finestra de petites dimensions. Al primer i segon pis hi ha balcons: l'inferior té brancals motllurats de pedra, arc rebaixat de maó i pis de pedra; el superior té pis de major volada, sent la seva estructura de fusta. La finestra de les golfes és de mida reduïda.
El conjunt és d'estil gòtic popular i es troba en un estat de conservació mitjà. La façana és feta amb carreus de pedra força regulars a la zona baixa. L'interior és totalment reformat.